# Margaret Leech
Margaret Kernochan Leech (7 novembre 1893 – 24 février 1974), aussi connue sous son nom marital Margaret Pulitzer, est une historienne et écrivaine américaine.
Elle remporte à deux reprises le prix Pulitzer d'histoire, en 1942 pour Reveille in Washington, devenant la première femme à remporter ce prix, et en 1960 pour In the Days of McKinley.

## Biographie
Margaret Leech naît à Newburgh, dans l'État de New York, le 7 novembre 1893. Elle fait ses études au Vassar College, d'où elle sort diplômée de premier cycle en 1915. Elle travaille pour les organisations chargées des levées de fonds au cours de la Première Guerre mondiale, dont le Comité américain pour les régions dévastées.
Elle a commencé sa carrière dans le monde de l'écriture pour les titres du groupe Condé Nast Publications avant la Grande Guerre. Margaret Leech travaille également dans la publicité. Après la guerre, elle se lie d'amitié avec les membres de l'Algonquin Round Table, dont le critique Alexander Woollcott. Elle côtoie en outre à l'Hôtel Algonquin de nombreuses figures de la littérature.
En 1928, elle épouse Ralph Pulitzer, éditeur du New York World. (Son père, Joseph Pulitzer, est le créateur du Prix Pulitzer). Ils ont eu une fille, Susan.
Son ouvrage Reveille in Washington, 1860-1865, est une étude de la ville de Washington pendant la Guerre de Sécession. Elle aborde aussi, entre autres, le rôle d'Abraham Lincoln et de son épouse Mary Todd Lincoln, et le parcours de l'espionne confédérée Rose Greenhow, qui joue un rôle important dans la stratégie militaire qui permet la victoire du Nord lors de la Première bataille de Bull Run. L'ouvrage remporte le prix Pulitzer d'histoire en 1942.
In the Days of McKinley est une biographie détaillée du Président William McKinley, dépeignant sa présidence sous un jour plus positif que ce qui avait pu être formulé auparavant. Margaret Leech remporte le prix Pulitzer d'histoire et le prix Bancroft en 1960.
Margaret Leech a aussi écrit trois romans : The Back of the Book (1924), Tin Wedding (1926), et The Feathered Nest (1928). En 1927, elle co-écrit une biographie de Anthony Comstock avec Heywood Broun.
Margaret Leech meurt d'un accident vasculaire cérébral à New York le 24 février 1974, à l'âge de 80 ans.